# Maurice Fournier
Maurice Fournier (Lassigny, 18 gennaio 1933 – Creil, 28 giugno 2024) è stato un altista francese.

## Biografia
In carriera vinse due medaglie d'oro ai Giochi del Mediterraneo, nelle edizioni del 1955 e del 1959.
Partecipò ai Giochi olimpici di Melbourne 1956 e Roma 1960 riuscendo a qualificarsi in entrambi i casi per la finale, conclusa rispettivamente all'undicesimo e al quattordicesimo posto.

## Palmarès
| Anno | Manifestazione          | Sede       | Evento        | Risultato | Prestazione | Note  |
| ---- | ----------------------- | ---------- | ------------- | --------- | ----------- | ----- |
| 1955 | Giochi del Mediterraneo | Barcellona | Salto in alto | Oro       | 1,98 m      |       |
| 1956 | Giochi olimpici         | Melbourne  | Salto in alto | 11º       | 1,96 m      | [ 2 ] |
| 1959 | Giochi del Mediterraneo | Beirut     | Salto in alto | Oro       | 1,99 m      |       |
| 1960 | Giochi olimpici         | Roma       | Salto in alto | 14º       | 2,00 m      | [ 3 ] |